# Pseudecheneis eddsi
Pseudecheneis eddsi är en fiskart som beskrevs av Ng 2006. Pseudecheneis eddsi ingår i släktet Pseudecheneis och familjen Sisoridae. IUCN kategoriserar arten globalt som otillräckligt studerad. Inga underarter finns listade i Catalogue of Life.